# Eulalia mollis
Eulalia mollis är en gräsart som först beskrevs av August Heinrich Rudolf Grisebach, och fick sitt nu gällande namn av Carl Ernst Otto Kuntze. Eulalia mollis ingår i släktet Eulalia och familjen gräs. Inga underarter finns listade i Catalogue of Life.